# Мейтленд, Джон, 5-й граф Лодердейл
Джон Мейтленд (позже Лаудер), 5-й граф Лодердейл (англ. John Maitland, 5th Earl of Lauderdale; 1655 — 30 августа 1710) — шотландский судья и политик, поддержавший Акт об унии 1707 года.

## Биография
Родился в 1655 году. Второй сын Чарльза Мейтленда, 3-го графа Лодердейла (ок. 1620—1691), и его жены Элизабет Лаудер.
В 1695 году после смерти своего старшего бездетного брата, Ричарда Мейтленда, 4-го графа Лодердейла (1653—1695), Джон Мейтленд унаследовал титулы 5-го графа Лодердейла (Пэрство Шотландии), 5-го виконта Лодердейла (Пэрство Шотландии), 6-го лорд Мейтленд из Тирлестейна (Пэрство Шотландии), 5-го виконта Мейтленда (Пэрство Шотландии) и 5-го лорда Тирлестейна и Болтона (Пэрство Шотландии).
8 июля 1691 года он получил хартию баронства Халтаун и по ней был обязан принять фамилию и титул Лаудера из Халтауна вместо Мейтленда из Равелрига. Фостер не уверен в датах, но говорит, что он определенно принял имя Джона Лаудера из Халтауна вместо Мейтленда из Равелрига.
30 июля 1680 года он был принят в адвокатский факультет, а в ноябре 1680 года ему был пожалован титул баронета Новой Шотландии. 28 октября 1689 года он был назначен лордом сессии и сенатором Коллегии юстиции под титулом лорда Равелрига.
Он записан как член парламента от Эдинбургшира с 12 марта 1685 по 1686 год и был в Конвенте в 1689 году, все как сэр Джон Лаудер из Халтуна, и снова в парламенте с 1689 по 1693 год как сэр Джон Мейтленд из Равелрига. Он был назначен членом Тайного совета Шотландии 16 апреля 1679 года. Он поддержал Славную революцию 1688 года. Когда он занял свое место в парламенте 8 сентября 1696 года, он поддержал Союз парламентов.
Около 1690 года он был назначен полковником Эдинбургширского ополчения, а в 1699 году стал генералом Монетного двора.

## Семья
Около 1680 года сэр Джон Мейтленд женился на леди Маргарет Каннингем (ок. 1662 — 12 мая 1742), дочери Александра Каннингема, 10-го графа Гленкерна, и Николы Стюарт. У супругов было три сына и дочь:
- Достопочтенный Джеймс Мейтленд, виконт Мейтленд (1680—1709), был женат на леди Джин Сазерленд (? — 1747), дочери Джона Гордона, позднее Сазерленда, 16-го графа Сазерленда, от его первой жены Леди Хелен Кокрейн
- Чарльз Мейтленд, 6-й граф Лодердейл (ок. 1688 — 15 июля 1744), второй сын и преемник отца.
- Достопочтенный Александр Мейтленд
- Леди Элизабет Мейтленд (1684 — 27 ноября 1755), муж с 1698 года Джеймс Кармайкл, 2-й граф Хайндфорд.